# 로스비 파동
로스비 파동(Rossby wave) 또는 행성의 파동은 고위도 바람의 거대한 구비침으로 기후에 주요한 영향이 있다. 그들은 위도에 따라 코리올리 효과내의 변화에 따라 유발된다. 파동은 처음 1939년에 카를구스타프 로스비에 의해 확인되었는데 그는 계속하여 그들의 움직임을 설명하려고 하였다. 로스비 파동은 내부파동의 부분집합이다.
로스비 파동의 특징은 그 위상 속도로 그것은 항상 서향 성분을 지닌다. 그러나 파동의 군속도는 에너지 플럭스와 관련있으며 임의의 방향일 수 있다. 일반적으로 더 짧은 파동은 동향의 군 속도를 지니며 긴 파장은 서향의 군속도를 지닌다.
기압 로스비 파동이라는 용어는 그들의 수직 구조를 구분하기 위해 사용된다. 바로트로픽 로스비 파동은 수직으로는 변하지 않고 제일 빠른 전파 속도를 지닌다. 바로클리닉 파동 모드는 더 느리며 초당 수센티미터 이하의 속력을 지닌다.

## 같이 보기
- 고조파
- 극소용돌이